# KLMシティホッパー433便墜落事故
KLMシティホッパー433便墜落事故（KLMシティホッパー433びんついらくじこ、英: KLM Cityhopper Flight 433）とは、1994年4月4日12時46分（現地時間、中央ヨーロッパ夏時間）ごろ、オランダ・アムステルダム発イギリス・カーディフ行きKLMシティホッパー433便が、緊急着陸中にアムステルダム・スキポール空港滑走路横に墜落した航空事故である。

## 航空機と乗務員
- 機体:サーブ 340B、初飛行: 1990年、機体記号:PH-KSH
  - 機長：37歳 男性
  - 副操縦士：34歳 男性
  - 客室乗務員：32歳 女性
- 乗客：21名

## 概要
当該機は午後12時19分にアムステルダム・スキポール空港を離陸したが、11分後の午後12時30分に第2(右)エンジンの油圧低下を示す警報が動作した。操縦を担当していた機長は当該エンジンのスロットルを絞りアイドル状態とし、緊急時マニュアルに従いチェックを行った結果、「(右エンジン出力を上げて)通常通りの飛行が可能」との結論を得た。それにもかかわらず、第2エンジンの出力を上げることをせず、アイドル状態のままにしていた。12時34分ごろにはスキポール空港に戻ることを決め、降下を始めた。
スキポール空港06滑走路への最終進入において、機体が滑走路中心から右に外れ、修正が困難だと判断した機長は高度90フィートでゴーアラウンドを決心しエンジンをフルスロットルにした。しかしこの際にフルスロットルにしたのは第1エンジンのみで、第2エンジンはアイドルのままであった。この事で左右のエンジンの推力に大きなアンバランスを生じ、右にロールし機首を上げ失速し、回復できないまま80度のバンク状態で滑走路脇の地面に衝突した。乗員乗客24名のうち機長と乗客2名の合計3名が死亡し、9名が重傷を負った。

## 原因
1995年10月に発表されたオランダ航空安全委員会 (Netherlands Aviation Safety Board) による事故報告書によれば、直接の事故原因は左右エンジンのアンバランス状態におけるゴーアラウンド時の機長の操縦が不適切だったためとされた。また、これに至る過程においていくつかの事実が指摘された。

### クルーの判断
緊急時マニュアルでは、エンジン油圧低下の警報灯が点灯しても、その時の油圧計指示値を読み取り、30psi 以上あればそのまま通常の飛行を続ける、と記されていた。実際には油圧を読み取る前に機長がスロットル操作でアイドルにしてしまっていたが、そのアイドル状態でも油圧計指示値は50psi であった。したがって、当該機は当初の目的地まで飛行しても差し支えなかった。だが、なぜかクルーらはスキポール空港に戻るという判断を行った。飛行を継続するかしないかの判断は一に機長がおこなうものであり、緊急時マニュアルに従わなくてはならないものではない。しかし、機長は戻るという判断が正しかったかどうかを疑問に思っていた可能性があることがCVRに記録されたその後のコックピット内の会話の分析から指摘されている。また、会話の中にはスキポールに戻らなくてはならない明確な理由があると推定できるような要素は確認できない。
なお、事故後の調査で、警報は油圧センサー(一定の油圧で警報をON/OFFにするスイッチ)の内部ショートによるもので、エンジン自体には何ら問題がなかったことが判明している。
上述のように、第2エンジンは出力を上げても問題はない、あるいは少なくとも一度は出力を上げる事を試してみるべき状況だったが、墜落するまでずっとアイドル状態であった。これに関しても、どうして一度も出力を上げようとしなかったを明確に示すような会話は記録されていない。報告書では、もしクルーらにこの第2エンジンの出力を上げることを躊躇させる何らかの深刻な理由があったとしたら、アイドル状態ではなくむしろエンジンを停止させていたはずであると述べられている。
スキポールへの降下の最中にブリーフィングが行われたが、これの内容も片エンジン不作動状態ではなく、通常の両エンジン作動時のもので、各スレッシュホールドにおける速度等のパラメータも通常時のそれが読み上げられている。また、CVRの会話には、機長および副操縦士の両方ともが、第2エンジンを停止してプロペラをフェザリングするよりもアイドルにしたままの方が良いという誤った解釈をしていたと推定できる部分がある。したがってそのような状態(片発アイドル)で着陸しようとしたらどんなことが起こるのかも、理解していなかったことになる。
さらに、スキポール管制塔は着陸する滑走路として06と01Rの二つを提示し、機長は前者(06)を選択した。だがこの06滑走路は事故当時若干の追い風状態だった。通常であれば問題になるほどの風速ではなかったが、片発アイドル状態では一層操縦が難しい状況となった。

### プロペラのフェザリング
エンジンを停止してプロペラをフェザリング状態にするのと、単にアイドリング状態にして回転させておくのでは、飛行中に発生する抗力には大きな差がある。前者（フェザリング）のほうがはるかに抗力が小さいので、特別な事情が無い限り緊急着陸ではフェザリングを行うべきであった。機長および副操縦士がこのことを理解していたのかどうかは疑わしい。現にアプローチ中に管制塔からの「プロペラはフェザーになっているか？」の問いに対して機長は「アイドル状態だ」と答えており、その後もこのことについて疑問を持ったり考慮を行った形跡はCVR記録上存在しない。
いずれにしても左右のエンジンのアンバランスにより最終進入において滑走路に機体を正対させることが困難な状態となり、その後のゴーアラウンド機動で第1エンジンをフルスロットルにしたためアンバランスがより顕著になった。

## 映像化
- メーデー!:航空機事故の真実と真相 第17シーズン第3話「Fatal Approach」